# 塔季扬娜·戈利科娃
塔季扬娜·阿列克谢耶芙娜·戈利科娃（俄語：Татьяна Алексеевна Голикова，羅馬化：Tatiana Alexeyevna Golikova，1966年2月9日—），俄罗斯女性政治人物，经济学博士。曾任俄联邦卫生与社会发展部部长，审计署署长。
自2018年起，担任俄罗斯联邦副总理之一，负责社会政策。

## 简历
1966年2月9日出生于莫斯科州梅季希。
1987年毕业于俄罗斯普列汉诺夫经济大学，获得勞動經濟學学位。1987-1990年在苏联国家劳动委员会劳动科研所担任研究员。1990年进入财政部，历任主任经济师、首席经济分析师、预算司预算政策和分析处处长、预算司副司长兼预算综合处处长。1998年升任预算司司长，同为财政部委员会成员。1999年至2004年担任第一副财政部长。2004年至2007年9月担任财政部副部长。
2007年至2012年，戈利科娃担任俄罗斯联邦卫生与社会发展部部长。2012年5月成为普京的总统助理，2013年9月被普京任命为审计署署长，2018年5月在新一届内阁中担任副总理，负责社会政策。

## 荣誉
- 二级祖国功勋勋章（2016年1月29日） - 多年的勤奋工作，为祖国无私奉献。
- 三级祖国功勋勋章（2012年）
- 四级祖国功勋勋章（2008年12月23日）
- 荣誉勋章（2006年2月9日） - 为伟大卫国战争胜利60周年庆祝活动顺利开展所做出的贡献。
- 友谊勋章（2006年11月16日） - 在圣彼得堡举行的八国集团首脑峰会上作出的贡献。
- 一级祖国功勋奖章（2004年10月25日）
- 二级祖国功勋奖章（2001年4月12日）
- 俄罗斯联邦功勋经济师荣誉称号（2004年2月22日）
- 俄罗斯联邦总统感谢信（2011年2月10日）
- 俄罗斯联邦政府荣誉证书（2002年9月7日）

## 个人生活
戈利科娃的现任丈夫是曾经担任工业和能源部长的维克托·赫里斯坚科。

## 评价
- 2015年3月，俄罗斯媒体公布“俄罗斯最具影响力的100名女性”排行榜，戈利科娃名列第4位[5]。
- 戈利科娃涉嫌参与俄罗斯Pharmstandard制药公司的贪污腐败案件。在遭受指控后，她也被戏称为“阿比朵尔夫人”[6]。